# Стеклянный (Новосибирская область)
Стеклянный — аул в Карасукском районе Новосибирской области. Входит в состав Благодатского сельсовета.

## География
Площадь аула — 5 гектаров.

## Население
| 2002 | 2007 | 2010 |
| ---- | ---- | ---- |
| 11   | ↘10  | ↗11  |

## История
Основан в 1826 году. В 1928 г. состоял из 51 хозяйства, основное население — киргизы (казахи). В составе Шилово-Курьинского сельсовета Черно-Курьинского района Славгородского округа Сибирского края.

## Инфраструктура
В ауле по данным на 2007 год отсутствует социальная инфраструктура.